# إيمان إمبابي
إيمان محمد إمبابي هي كاتبة وكاتبة قصص قصير وصحفية وناشطة في حقوق الإنسان مصرية، وتعمل نائبة مدير تحرير جريدة الأهرام. شغلت إيمان منصب رئيسة لجنة حقوق الإنسان وعضوة المكتب السياسي بحزب المصريين الأحرار، قبل أن تتقدم باستقالتها من جميع المناصب في الحزب اعتراضًا على رئيس الحزب، عصام خليل.

## مؤلفاتها
| م | العمل                                             | التصنيف   | الغلاف | أول إصدار | الناشر                                             | عدد الصفحات | رقم تعريفي                               | مراجع                              |
| - | ------------------------------------------------- | --------- | ------ | --------- | -------------------------------------------------- | ----------- | ---------------------------------------- | ---------------------------------- |
| 1 | الطمي يا إنشراح                                   | أدب ساخر  |        | 2013      | الدار المصرية اللبنانية مكتبة الدار العربية للكتاب | 200         | (ردمك 9789772937066) (أمازون B07CWSXSM8) | [ 10 ] [ 11 ] [ 12 ] [ 13 ] [ 14 ] |
| 2 | خربشات على جدران الدنيا: حكايات عن البشر والأماكن | أدب رحلات |        | 2014      | دار الحياة للنشر                                   |             |                                          | [ 2 ] [ 11 ] [ 15 ] [ 16 ]         |
| 3 | بعض من زوايا الروح                                | ذكاء روحي |        | 2015      | دار الأدهم للنشر والتوزيع                          | 88          | (ردمك 9789777480789) (ردمك 9777480784)   | [ 17 ] [ 18 ] [ 19 ]               |

## حياتها الشخصية
إيمان متزوجة من نصر القفاص، أمين عام حزب المصريين الأحرار سابقًا، ونائب رئيس جريدة الأهرام.

## روابط خارجية
- كتاباتها في صحيفة اليوم السابع